# Dooleys
Die Dooleys waren eine britische Popband der 1970er und 1980er Jahre.

## Geschichte

### Anfänge
Unter dem Namen „The Dooley Family“ begannen die sechs aus Ilford stammenden Geschwister Jim, John, Frank, Marie, Anne und Kathy Dooley Ende der 1960er Jahre mit ihren Auftritten. Ab 1973 hatten sie ihren Wohnsitz in Salford, und die Nachtclubszene um Manchester bildete das Zentrum ihres Wirkungskreises.
Zu dieser Zeit schied Marie aus der Gruppe aus, während der Bassist Bob Walsh und der Schlagzeuger Alan Bogan dazukamen. 1974 erhielten sie ihren ersten Plattenvertrag und nahmen die ersten beiden Singles auf.

### Erfolge
1975 unternahm „The Dooley Family“ eine Tournee durch Osteuropa und trat am 29. Oktober in Moskau auf. Das Album anlässlich dieses Live-Auftrittes wurde über 2 Millionen Mal verkauft. Ab 1976 nannten sie sich „The Dooleys“ und hatten 1977 ihren ersten größeren Erfolg mit Think I’m Gonna Fall In Love With You, mit dem sie bis auf Platz 13 in den britischen Charts gelangten.
1978 schloss sich das jüngste Familienmitglied Helen Dooley an. Die Dooleys tourten durch Europa und den Fernen Osten. Ihr größter Hit Wanted erreichte im August 1979 Platz 3 der britischen Charts. Ähnlich wie mehrere andere europäische Popbands dieser Zeit, die  Glamour und Eleganz betonten, hatten sie besonders große Erfolge in Japan, wo sie 1980 auf dem Tokyo Music Festival auftraten.
Mit The Chosen Few gelang ihnen in ihrer Heimat ein weiterer Top-Ten-Hit. In der Bundesrepublik Deutschland blieben sie fast unbekannt, 1982 waren sie mit And I Wish in der Sendung Musikladen zu sehen. Dieser Titel erreichte als einziger die deutschen Charts.

### Krise, Auflösung und Neugründung
Anne Dooley und Bob Walsh verließen nach ihrer Heirat ebenso wie Helen Dooley die Gruppe. Neue Mitglieder wurden die Sängerin Vicki Roe und der Bassist Gaz Morgan. In den 1980er Jahren ließ die Popularität der Dooleys spürbar nach, und in der Mitte des Jahrzehnts verließen John, Frank und Alan die Band, um ein Jahr später mit den neu hinzugekommenen Karen and Amanda „The New Dooleys“ zu gründen. Jim und Kathy Dooley machten weiter und wurden nun von Ian Sudworth, Dave Riley, Paul Dean und Pete Whinnett begleitet. Im März 1987 verließen Paul Dean und Dave Riley die Dooleys und wurden von Phil Brown und Nigel Parrott ersetzt. Im Dezember 1987 verließ Pete Whinnett die Gruppe zugunsten des Neumitglieds Martin. 1988 schied Vicki Roe aus, 1990 Phil Brown.
Beide Gruppen hatten im Vergleich zu früher nur noch bescheidenen Erfolg. 1991 standen die Dooleys am B.P. Club Hedon Road zum letzten Mal auf der Bühne. Im Jahr 2007 gaben Jim, John und Frank unter dem Namen The Dooley Brothers Band eine Kollektion von neuen Songs heraus.